# Мкртумян, Мартик Акселевич
 Марти́н «Марти́к» Акселевич Мкртумя́н  (арм. Մարտիկ „Մարտին“ Աքսելի Մկրտումյան; 4 марта 1987, Ереван) — армянский футболист, вратарь.

## Клубная карьера
Начал выступать за «Киликию» в возрасте 20 лет. В чемпионатах 2007 и 2008 Мкртумян провёл по 16 матчей.
В 2007 году, участвуя в розыгрыше Кубка Армении 2007, открыл счёт забитым мячам в ответном домашнем матче против «Бананца», реализовав пенальти на 87 минуте матча.
В сезоне 2009 в чемпионате Армении сыграл всего в 6 матчах. Прямым конкурентом за место в основе является Артур Д. Хачатрян. Ввиду слабости командного состава пропускаемость клуба очень высокая в чемпионате, а этот фактор сильно отражается и на статистике пропускаемости вратаря. В начале 2011 года руководство «Киликии» направило официальное письмо в Федерацию футболу Армении, сообщив, что команда расформировывается и не сможет принять участие в чемпионате Армении 2011 года из-за финансовых проблем.
31 января 2011 года ФФА официально приняла решение исключить «Киликию» из всех футбольных турниров под эгидой ФФА. Таким образом клуб прекратил своё существование.
Мкртумян вынужден был искать новую команду. Возвратившийся в Премьер-лигу «Арарат» пригласил футболиста на просмотр, после чего был заключён контракт. В период чемпионата появилась информация об уходе Мкртумяна из клуба, однако через несколько туров он был включён в заявку на матч. Свои последние матчи на профессиональном уровне сыграл осенью 2012 года.

## Статистика выступлений
Данные на 4 марта 2013
| Клуб             | Сезон            | Чемпионат | Чемпионат | Кубки | Кубки | Еврокубки | Еврокубки | Всего | Всего  |
| Клуб             | Сезон            | Матчи     | Голы      | Матчи | Голы  | Матчи     | Голы      | Матчи | Голы   |
| ---------------- | ---------------- | --------- | --------- | ----- | ----- | --------- | --------- | ----- | ------ |
| Пюник            | 2004             | 0         | -0        | 0     | -0    | 0         | -0        | 0     | -0     |
| Киликия          | 2006             | 8         | -25       | ?     | -?    | 0         | -0        | 8     | -25    |
| Киликия          | 2007             | 16        | -39       | 1     | -6/1  | 0         | -0        | 17    | -45/1  |
| Киликия          | 2008             | 17        | -38       | 2     | -2    | 0         | -0        | 19    | -40    |
| Киликия          | 2009             | 6         | -18       | 1     | -3    | 0         | -0        | 7     | -21    |
| Киликия          | 2010             | 15        | -39       | 1     | -1    | 0         | -0        | 16    | -40    |
| Всего            | Всего            | 62        | −159      | 5     | −12/1 | 0         | −0        | 67    | −171/1 |
| Арарат (Ереван)  | 2011             | 9         | -17       | 1     | -1    | 0         | -0        | 10    | -18    |
| Арарат (Ереван)  | 2012/13          | 6         | -14       | 0     | -0    | 0         | -0        | 6     | -14    |
| Всего            | Всего            | 15        | −31       | 1     | −1    | 0         | −0        | 16    | −32    |
| Всего за карьеру | Всего за карьеру | 77        | -190      | 6     | -13/1 | 0         | -0        | 83    | -203/1 |

## Карьера в сборной
В 2008 году привлекался главными тренерами в качестве третьего вратаря в ряды молодёжной сборной Армении, однако не сыграл ни в одном из матчей сборной.